# Jeep

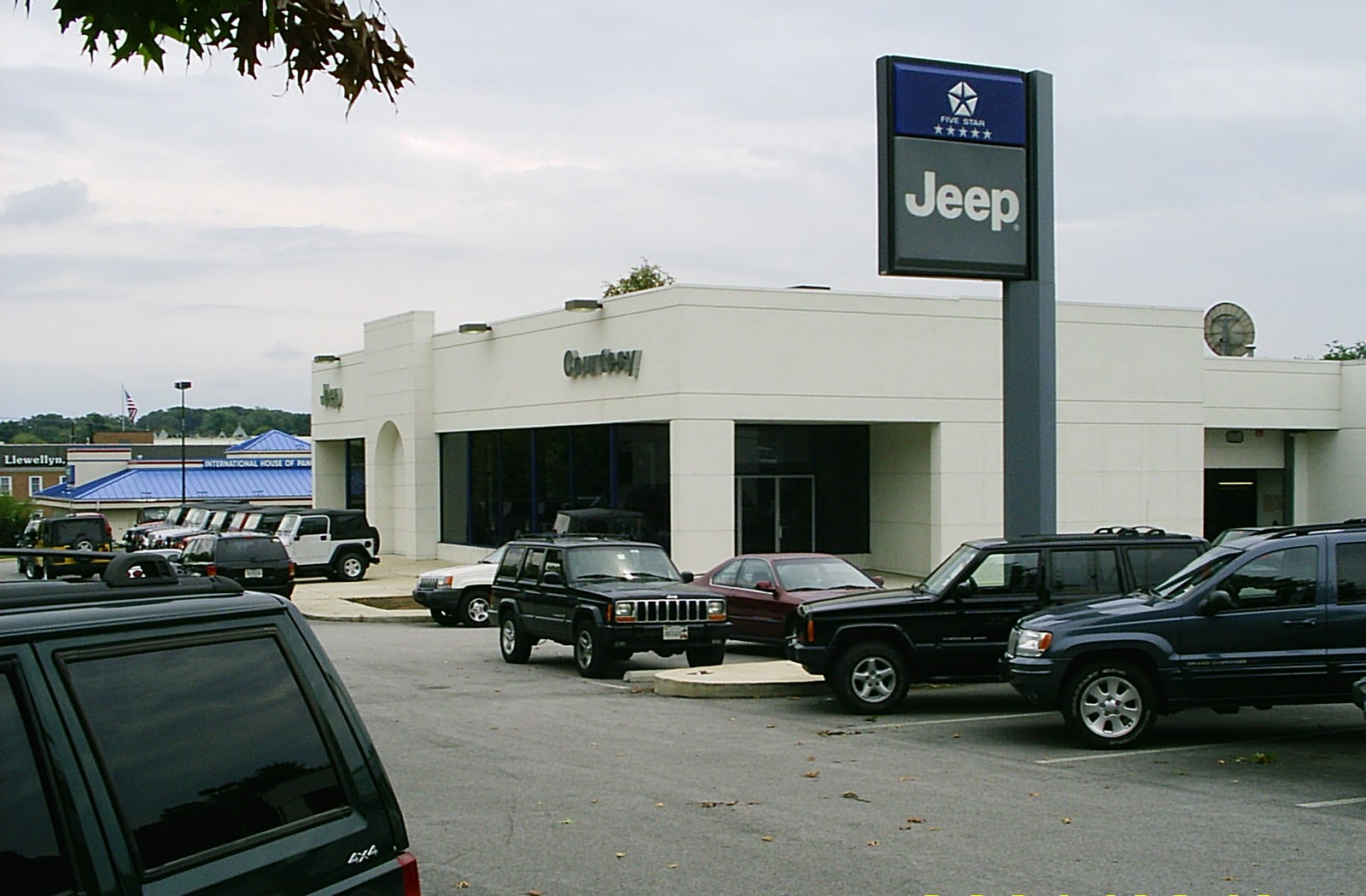
salon Jeepa w 2004

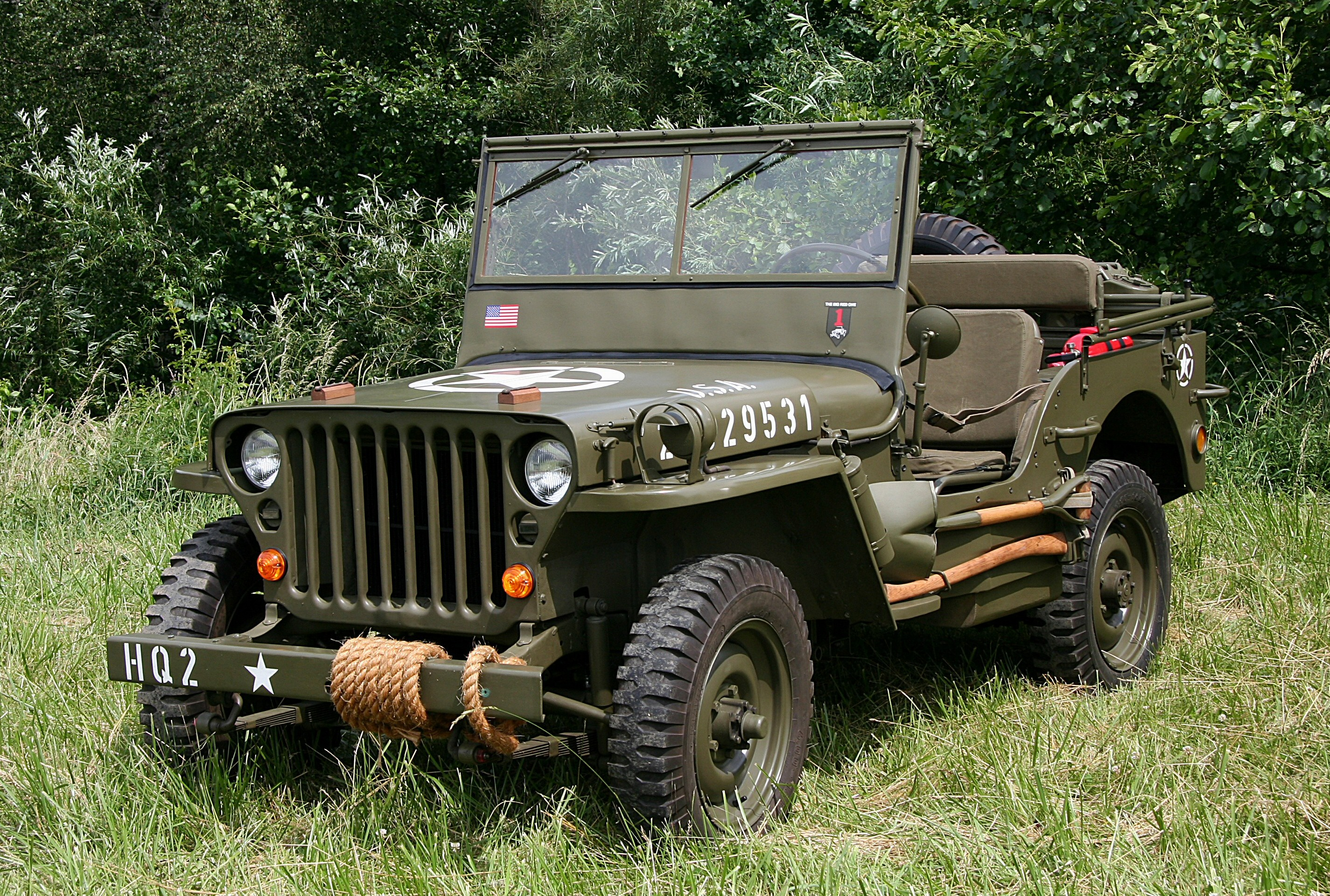
Willys MB, potocznie jeep

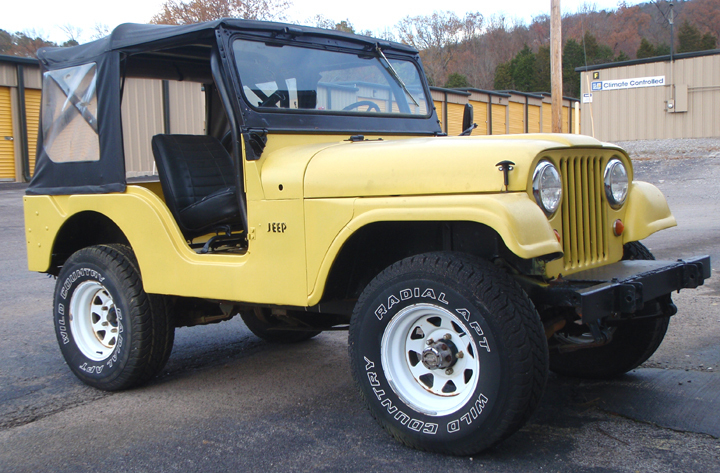
Jeep CJ

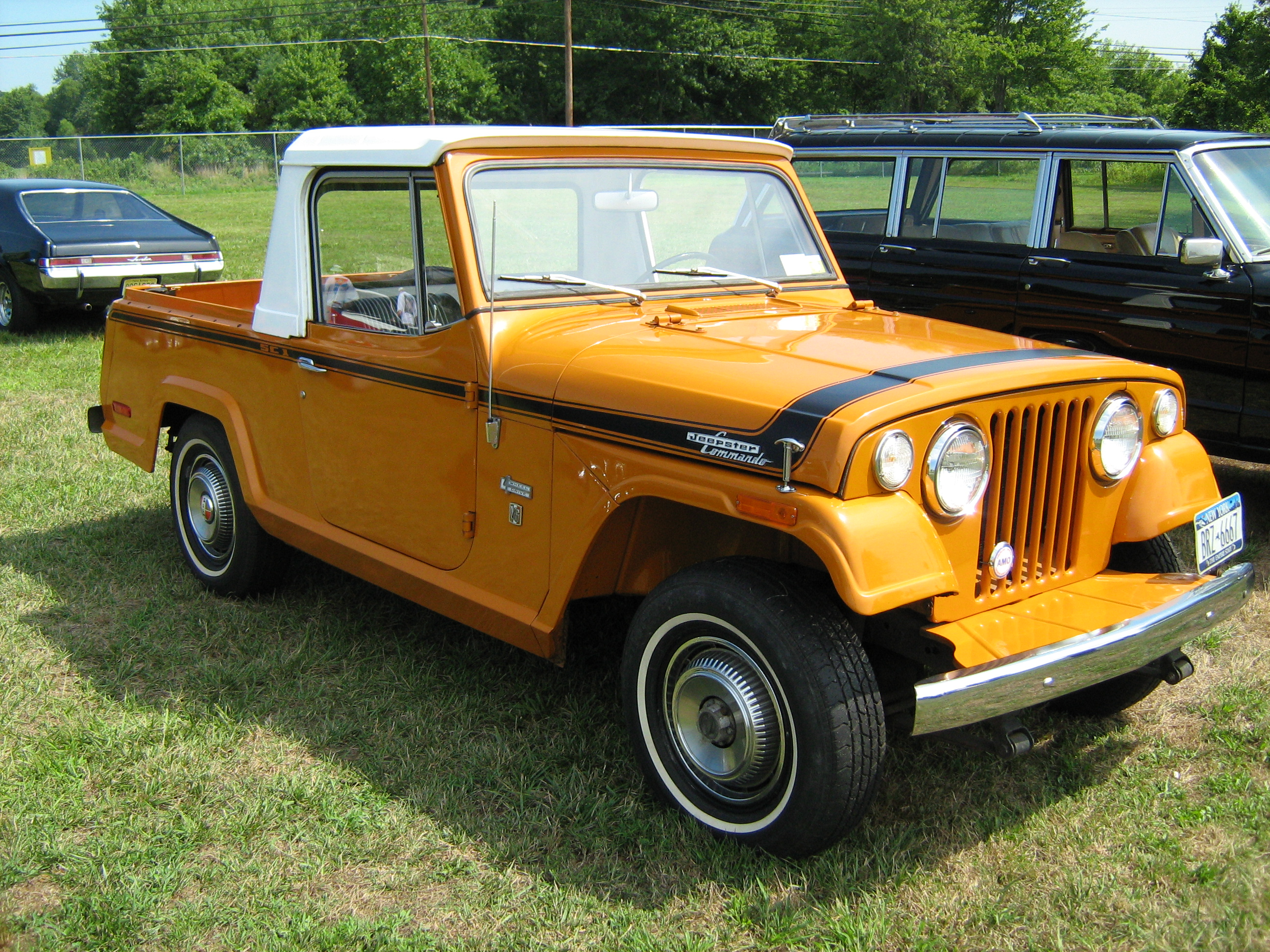
Jeep Jeepster Commando

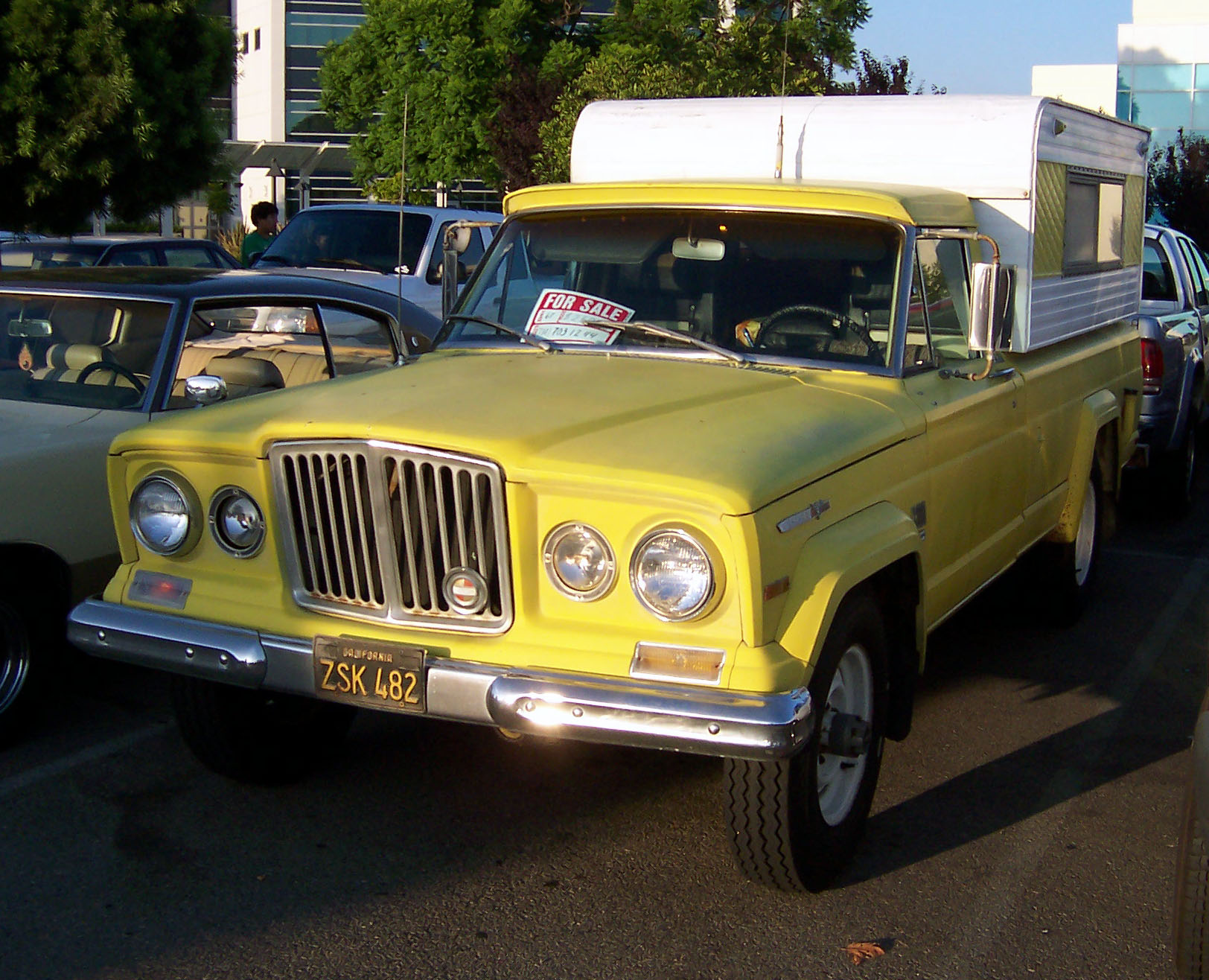
Jeep Gladiator (1964)

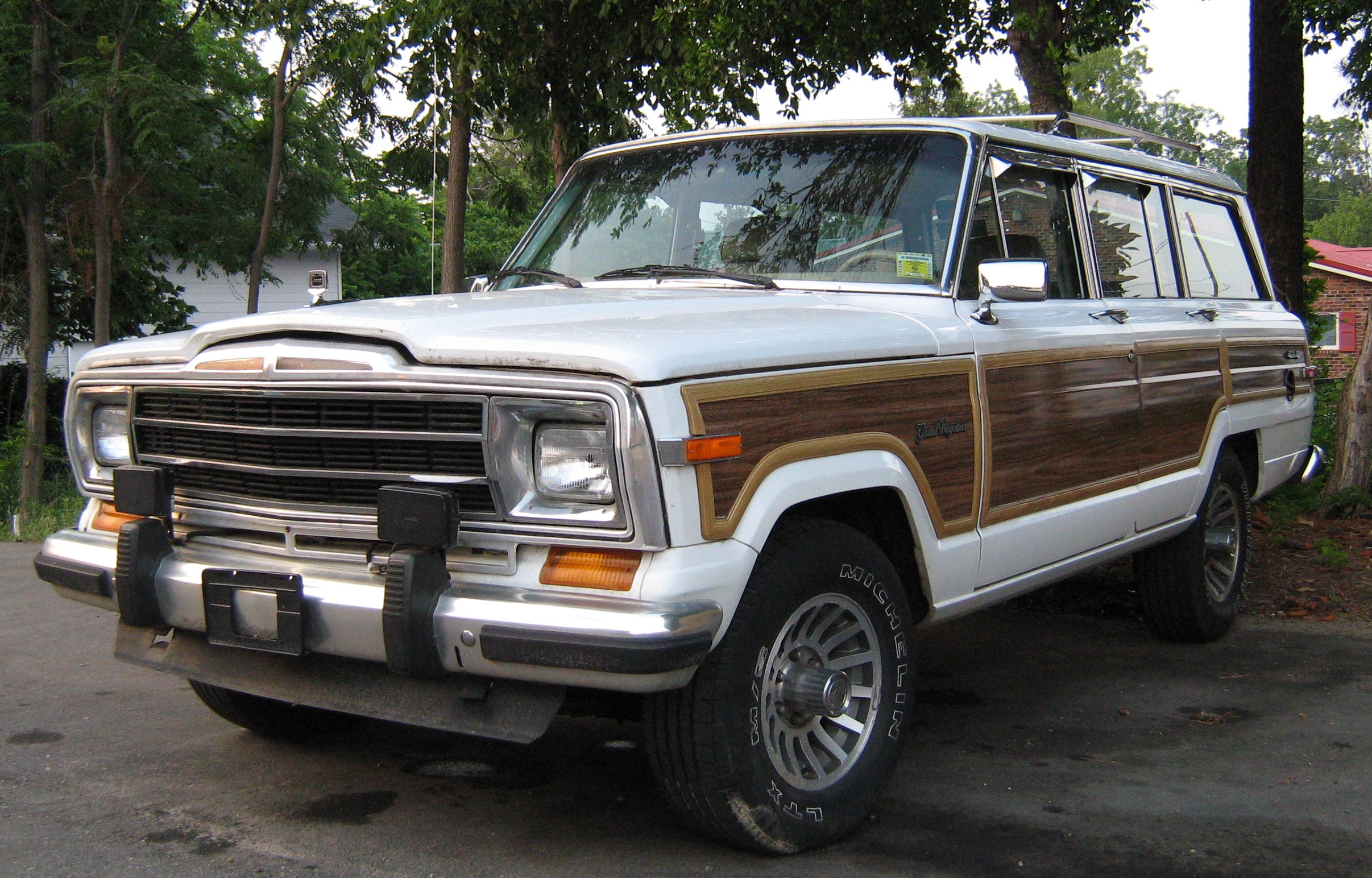
Jeep Grand Wagoneer (1984)

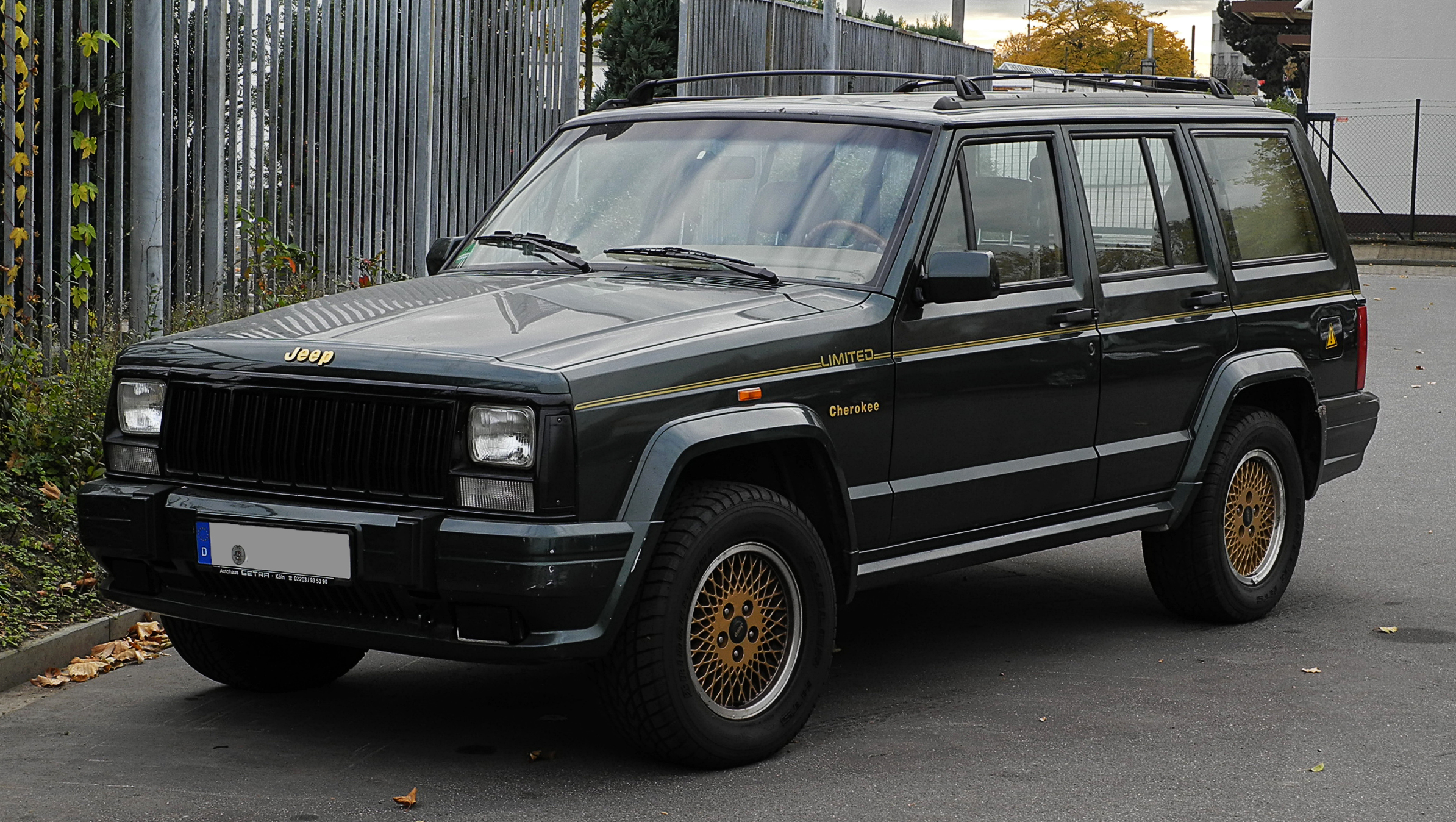
Jeep Cherokee

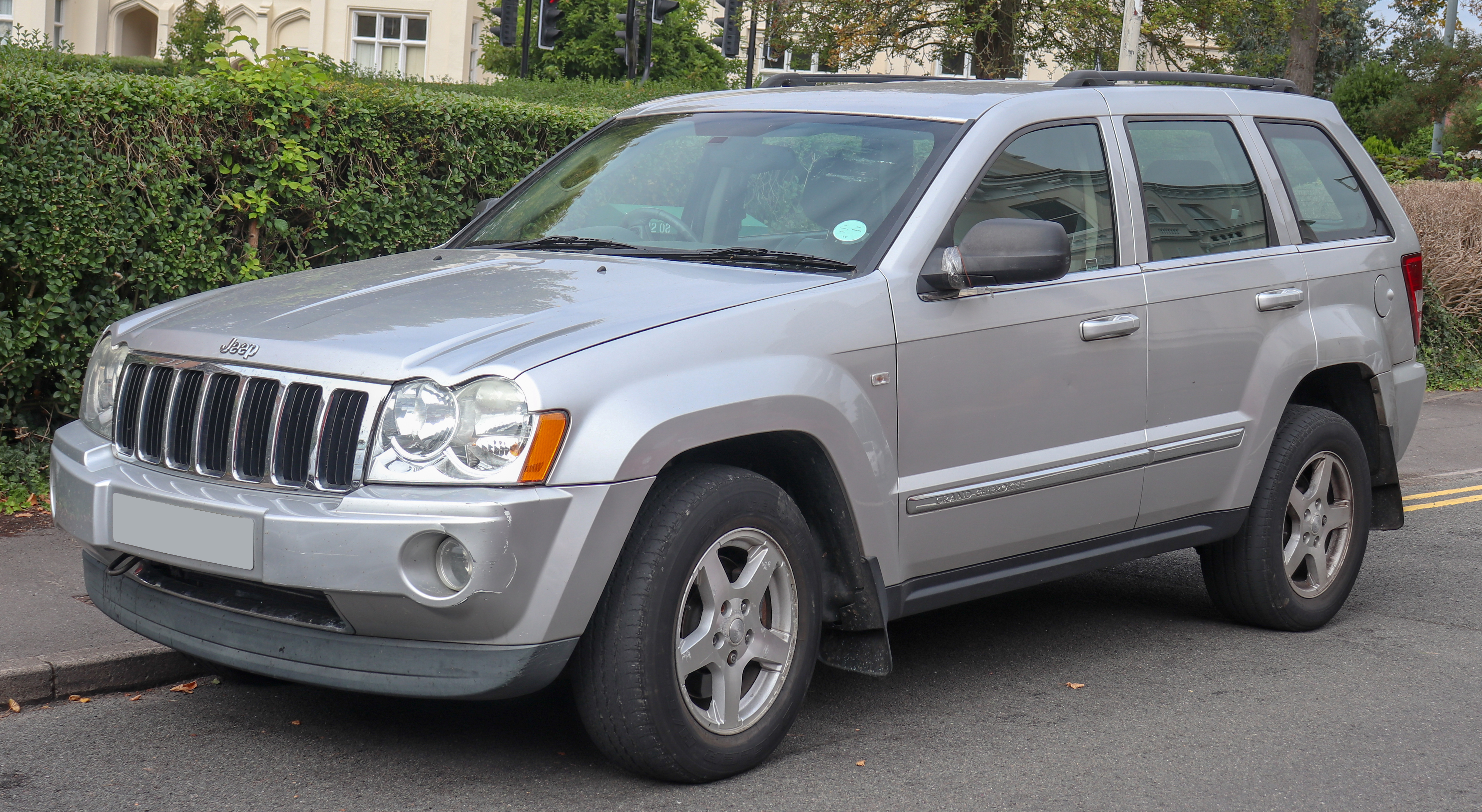
Jeep Grand Cherokee

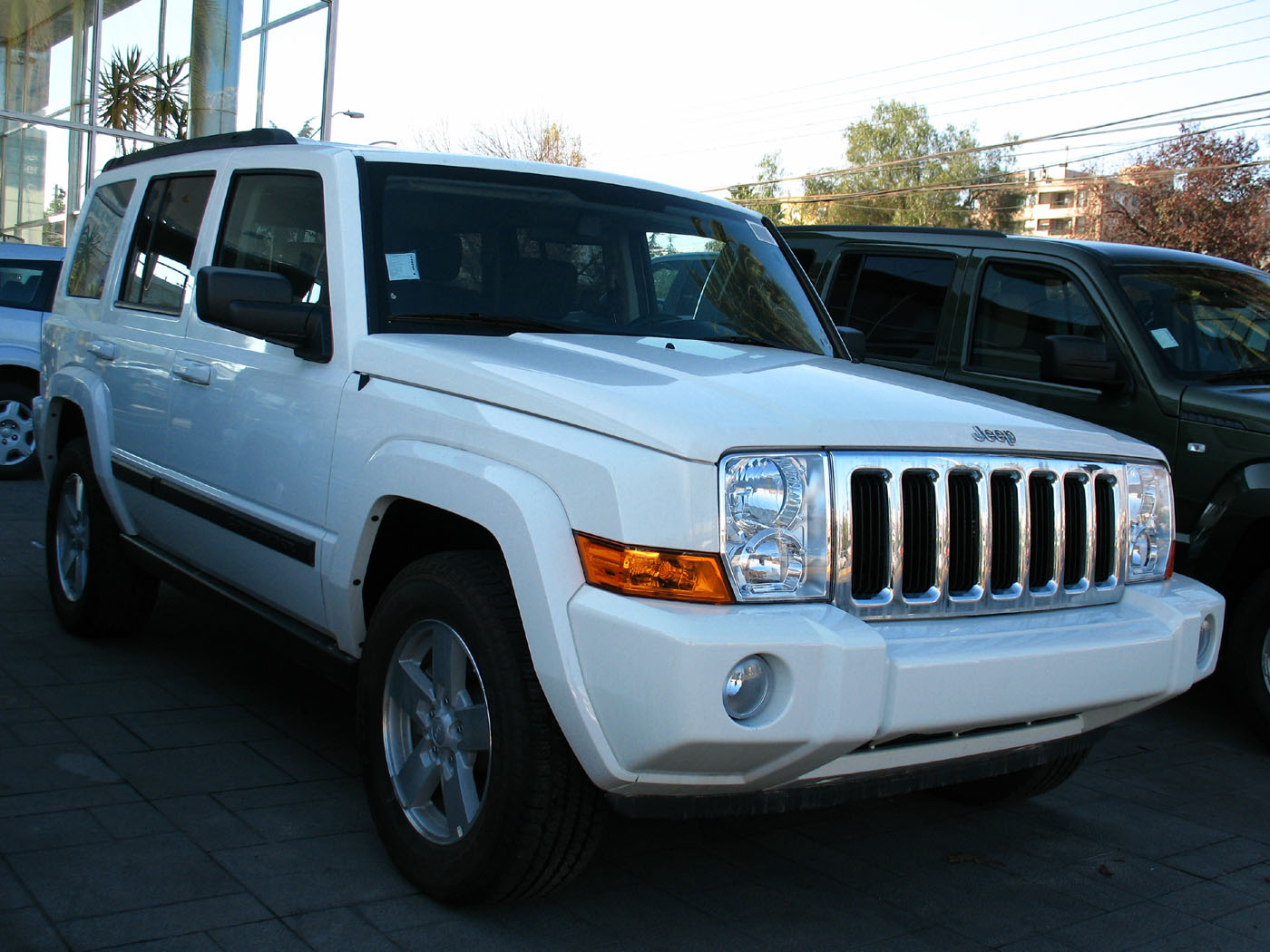
Jeep Commander

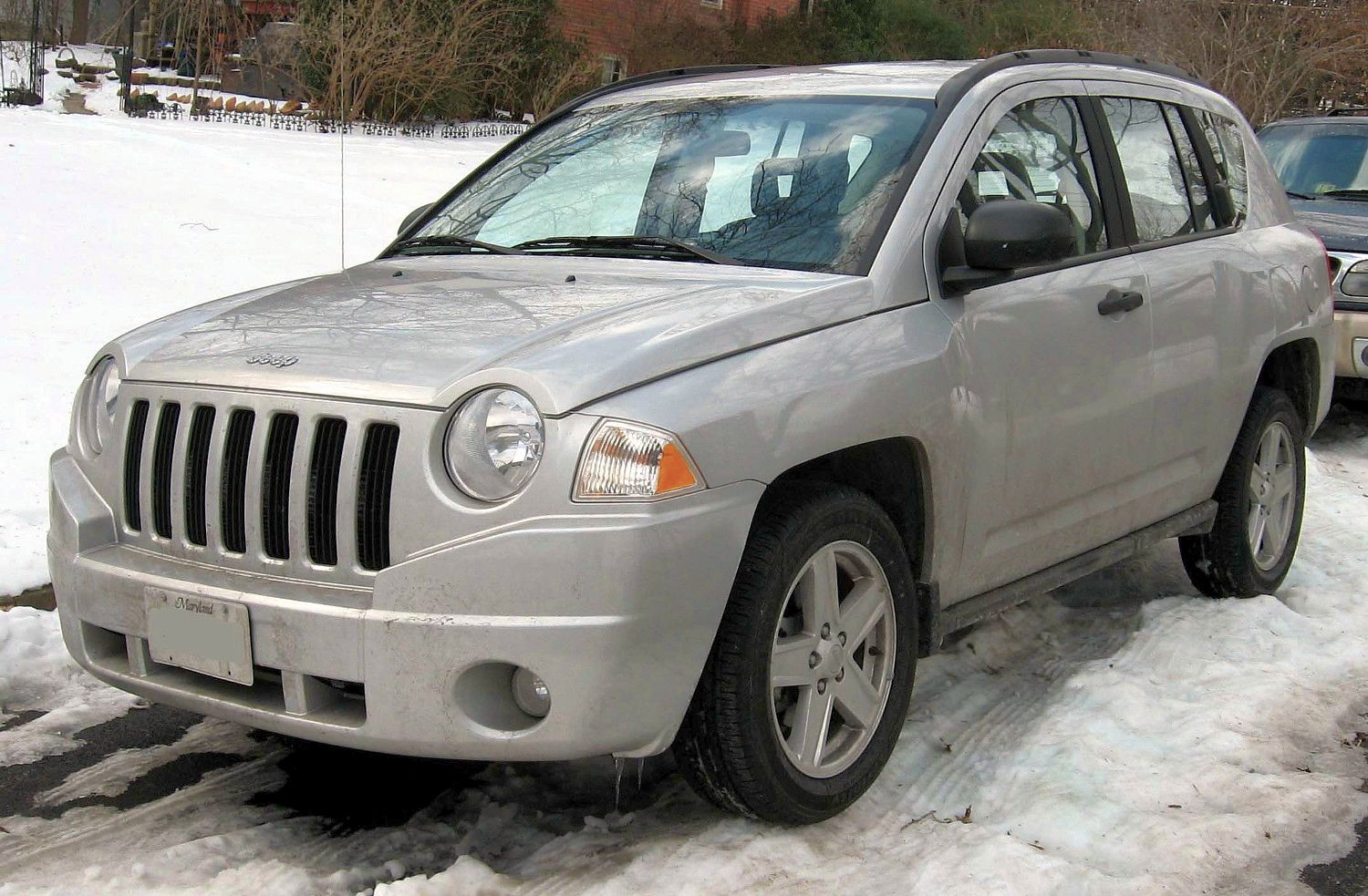
Jeep Compass

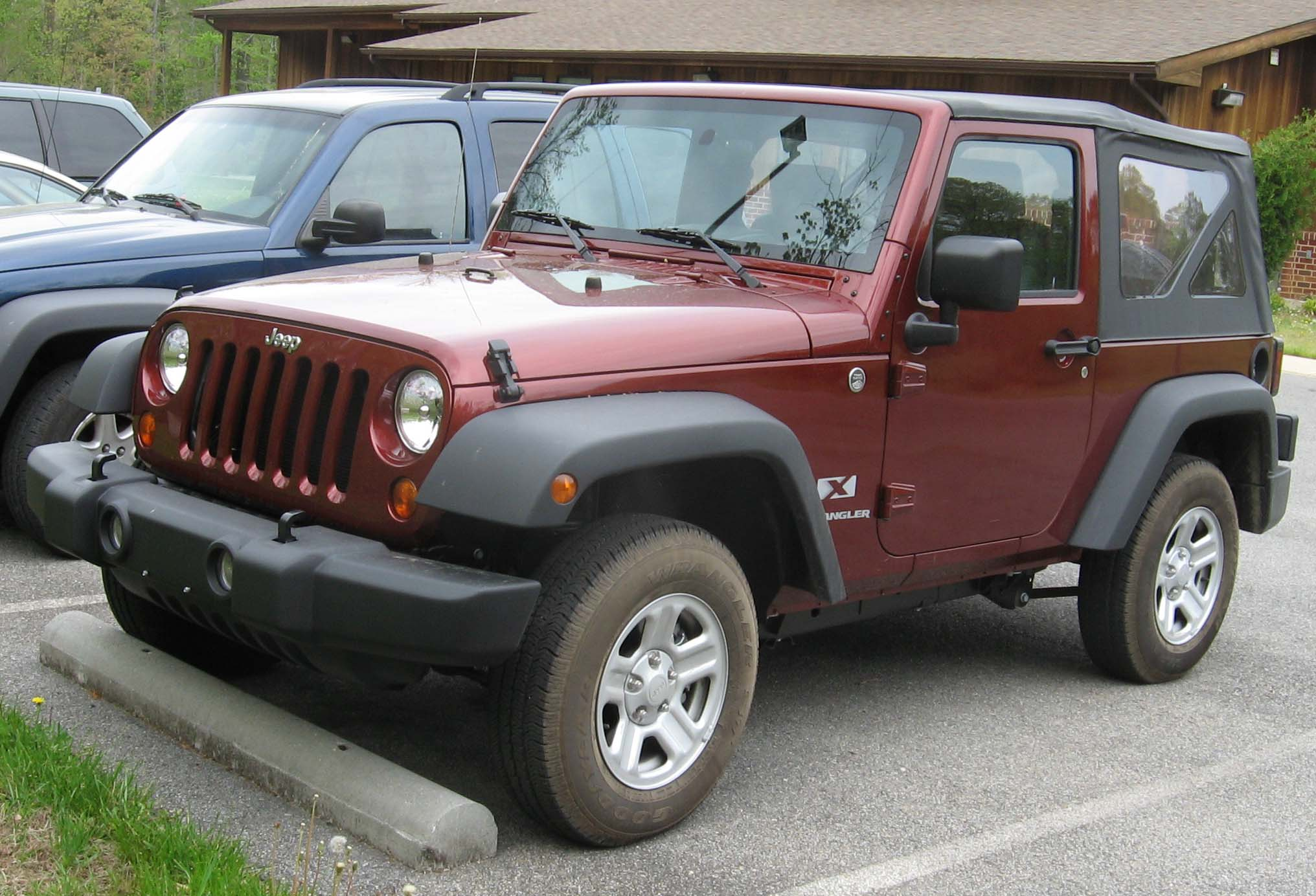
Jeep Wrangler

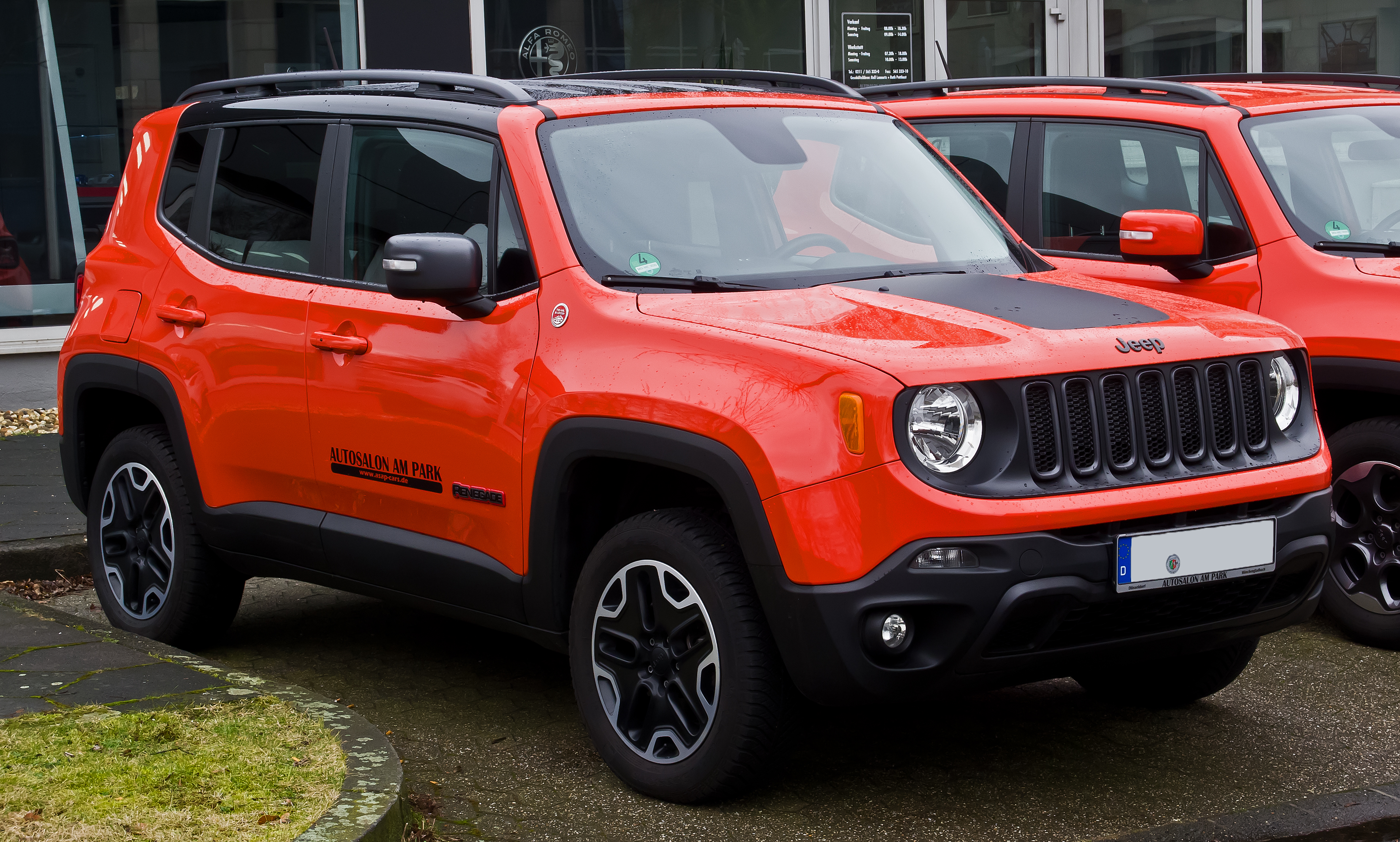
Jeep Renegade

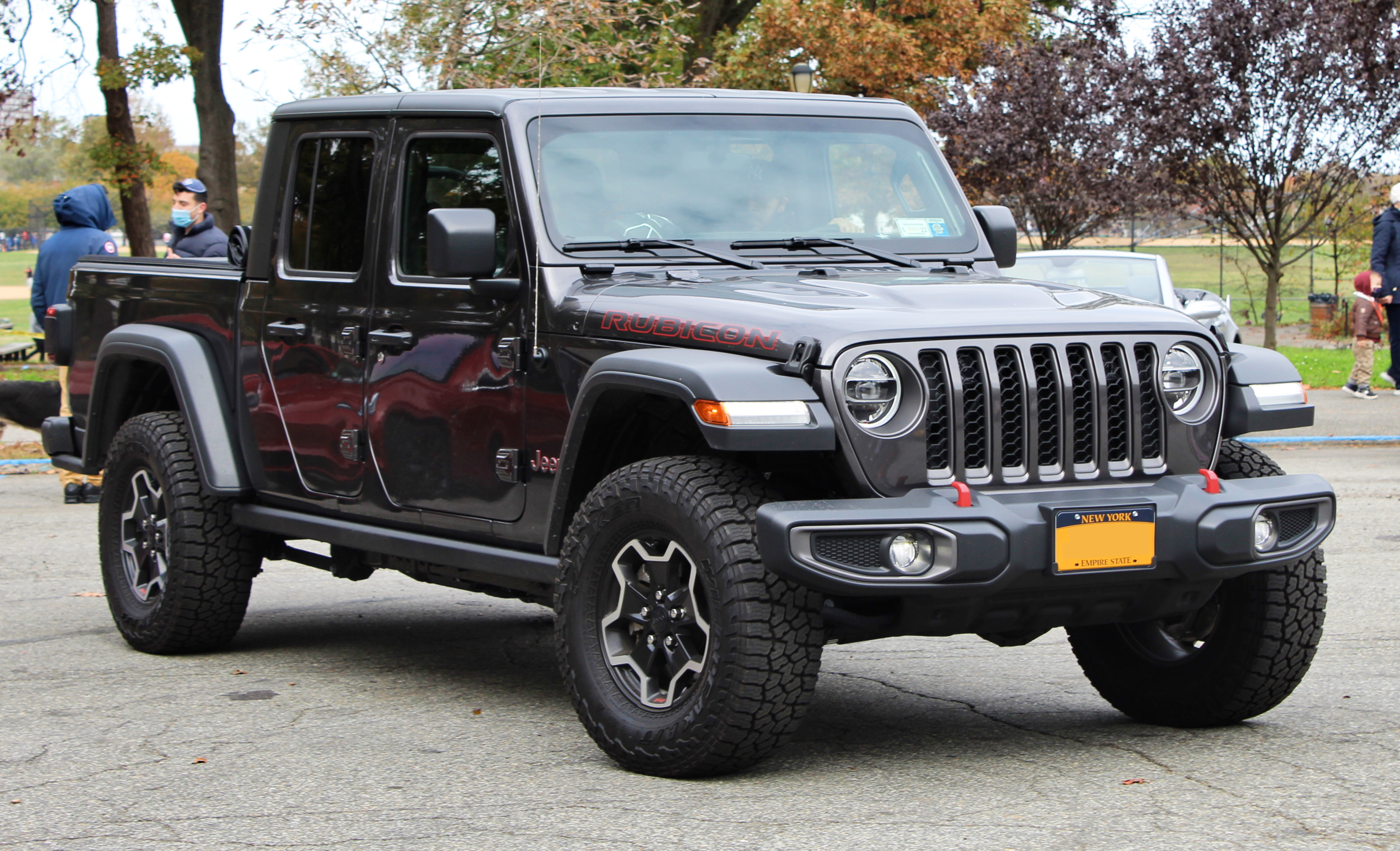
Jeep Gladiator (2019)

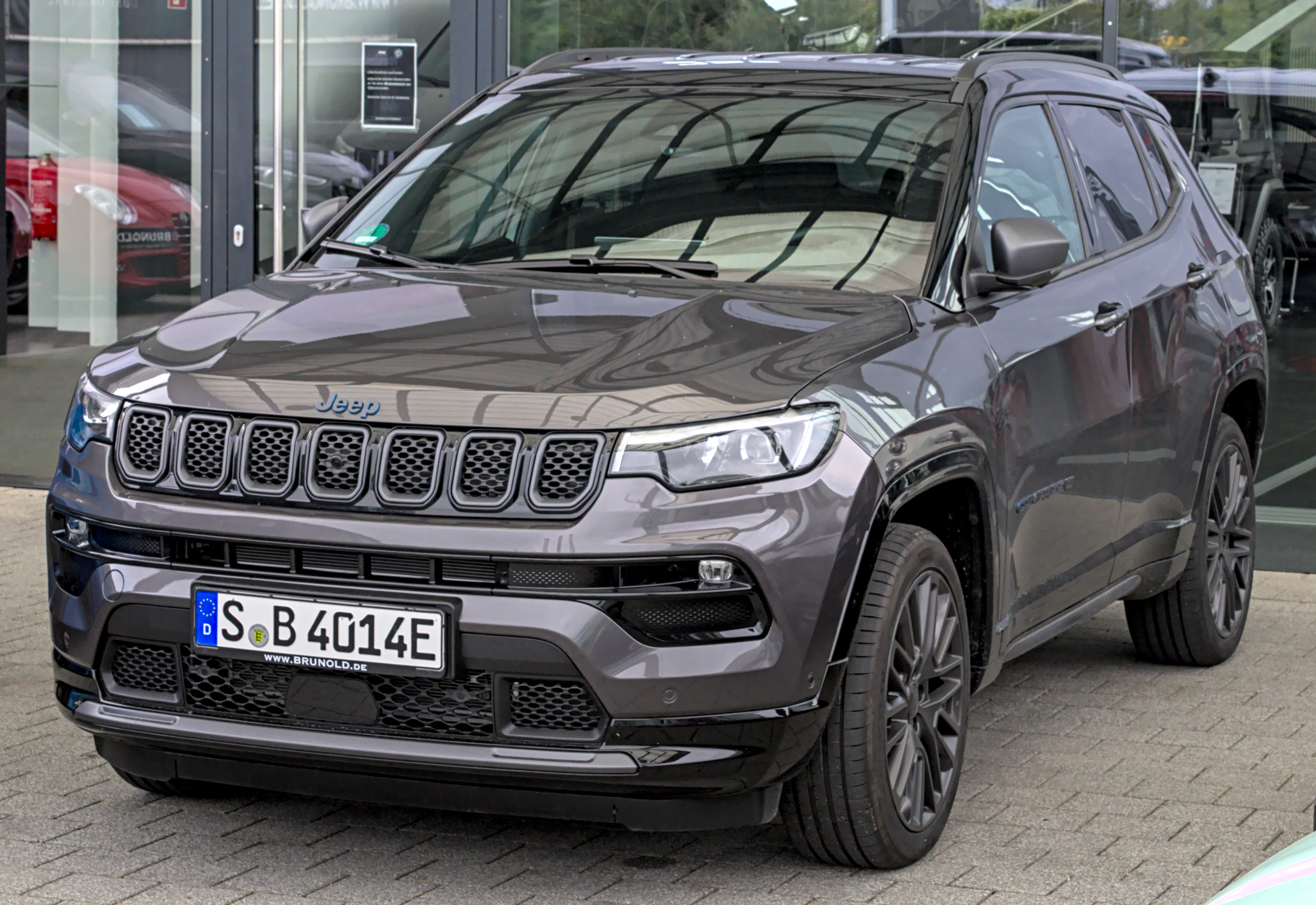
Jeep Compass (2020)

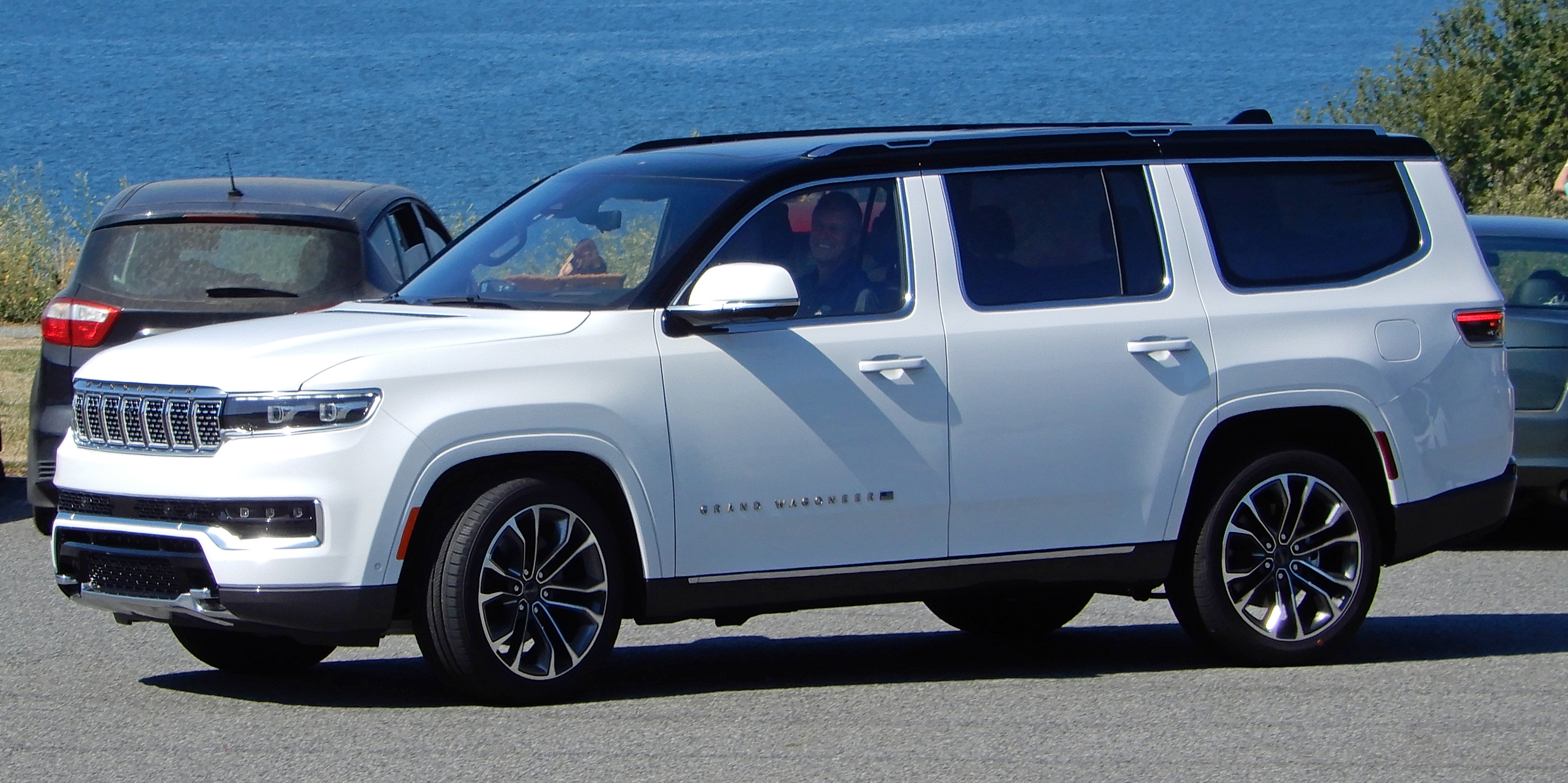
Jeep Grand Wagoneer (2021)

Jeep – amerykański producent samochodów osobowych i specjalistycznych, z siedzibą w Toledo w stanie Ohio, działający od 1963 roku. Należy do międzynarodowego koncernu Stellantis.

## Historia

### Geneza nazwy Jeep
Nazwa „Jeep” zaczęła być szeroko znana podczas II wojny światowej, kiedy to utożsamiano ją z amerykańskim, wojskowym samochodem terenowym Willys MB (i jego licencyjnym wariantem Fordem GPW). Od tej pory jest często potocznie używana do określenia samochodu terenowego niezależnie od jego producenta, zwłaszcza w języku angielskim.
Istnieją różne teorie co do pochodzenia nazwy „jeep”:
- od Eugeniusza Dżipa (org.: Eugene the Jeep), postaci z kreskówki „Popeye”, znanej ze swoich wyjątkowych sprawności i umiejętności[3],
- od podobnego modelu Ford GP (G – government (zamówienie) rządowe, P – oznaczenie podwozia o rozstawie osi wynoszącym 80 cali, który powstał równolegle z Willysem; fonetycznie wymawiane podobnie do „jeep” – dżi-pi)[4],
- od General Purpose, czyli samochód ogólnego przeznaczenia, jednak takie określenie oficjalnie nigdy się w stosunku do tego modelu nie pojawiło[4].
- lecz najbardziej prawdopodobna łączy się z faktem, że takim określeniem amerykańscy mechanicy wojskowi nazywali w latach 30. XX wieku każdy nowy pojazd otrzymany do testów, a spotykane było ono w odniesieniu do pojazdów już podczas I wojny światowej[4].

Do upowszechnienia tej nazwy w stosunku do nowych samochodów terenowych przyczynił się pokaz prasowy na początku 1941 roku, podczas którego prototyp Willysa, opisany w gazetach jako „Jeep”, wjechał po schodach Kapitolu.

### Willys-Overland
Geneza pierwszego samochodu określanego mianem Jeep sięga 1940 roku, kiedy to armia Stanów Zjednoczonych zleciła zbudowanie samochodu patrolowego z napędem na cztery koła. Rok później firma Willys-Overland zaproponowała pojazd Willys MB, który otrzymał wówczas jedynie nieformalny przydomek „Jeep”. Auto stało się jednym z motoryzacyjnych symboli II wojny światowej, dlatego tuż po jej zakończeniu zrezygnowano z powrotu do produkcji wojskowych pojazdów na rzecz opartego na modelu MB cywilnego Willysa CJ.
Oprócz produkcji samochodów osobowych, Willys na fali popularności modelu CJ stopniowo uzupełniał swoją ofertę o kolejne samochody nie tylko wizualnie, ale i nazwami nawiązujące do przydomku jeep. Pierwszym z nich był model Willys Jeep Station Wagon z 1946 roku, któremu wtórował Willys Jeep Truck z 1947, Willys Jeepster z 1948 i Willys Jeep Station Wagon z 1956. W międzyczasie, Willys systematycznie rozwijał kolejne generacje modelu CJ.

### Kaiser-Jeep
W 1953 roku Willys-Overland został przejęty przez inne amerykańskie przedsiębiorstwo Kaiser Motors, co zapoczątkowało postępującą systematycznie wspólną integrację. Zaowocowała ona najpierw powstaniem wspólnego podmiotu Kaiser-Willys, by ostatecznie w 1963 roku utworzyć nowe przedsiębiorstwo Kaiser-Jeep po raz pierwszy w historii oficjalnie używające nazwę jeep w nazwie handlowej, jak i marce swoich produktów.
Powstanie firmy Kaiser-Jeep przyniosło rozbudowę portfolio o ważny z punktu widzenia dalszej historii przedsiębiorstwa model dużeg SUV-a Wagoneer, który zadebiutował w 1962 roku. Z końcem lat 60. XX wieku Kaiser-Jeep intensywnie rozbudował swoją obecność na rynkach globalnych, rozpoczynając sprzedaż w 32 państwach.

### American Motors
W 1970 roku Kaiser-Jeep przejęty został przez duży wówczas, rodziny koncern motoryzacyjny American Motors Corporation, zyskując krótszą nazwę, którą zachował już do czasów współczesnych, Jeep. Okres ten przyniósł dalszą rozbudowę portfolio samochodów tej marki, prezentując kolejną generację modelu CJ wraz z opartym na nim niewielkim pick-upem Scrambler. W 1984 roku przedstawiono z kolei przełomowy model kompaktowego SUV-a Cherokee, który odniósł duży rynkowy sukces. Był to pierwszy pojazd opracowany od podstaw za czasu przynależności Jeepa do koncernu American Motors. Na bazie pierwszej generacji Cherokee powstał też wariant pick-up o nazwie Comanche.
W latach 1971–1984 pod marką Jeep produkowany był również użytkowo-terenowy model DJ, którego wytwarzaniem zajmowała się należąca wówczas również do American Motors firma AM General z Mishawaki.

### Chrysler i Daimler Chrysler
W 1987 roku historia koncernu American Motors dobiegła końca w związku z przejęciem i włączeniem go do struktury konkurencyjnego Chryslera. W portfolio nowego właściciela Jeep zarządzany był wspólnie z inną marką ówczesnego koncernu Chrysler, Eagle. Epoka przynależności do Chryslera przyniosła poszerzenie oferty o kolejny ważny model, Grand Cherokee. W 1998 roku wraz z producentem niemieckich samochodów Mercedes-Benz, koncernem Daimlerem-Benzem, powstał nowy DaimlerChrysler, w którego składzie znalazł się w ten sposób także Jeep.
Okres przynależności Jeepa do wspólnego z Daimlerem-Benzem koncernu przyniósł zakrojoną na szeroką skalę współpracę technologiczną nie tylko z pokrewnym Dodge'em, ale także z niemieckim partnerem. W ten sposób model Commander dzielił m.in. płytę podłogową i silniki z SUV-ami Mercedes-Benz ML i GL. W 2007 roku koncern DaimlerChrysler się rozpadł, a Daimler odsprzedał Chryslerowi swoje udziały w spółce.

### FCA
W 2014 roku po fuzji macierzystego Chryslera z włoskim koncernem FIAT ponownie zmieniła się struktura właścicielska Jeepa, który wszedł w skład włosko-amerykańskiego konglomeratu Fiat Chrysler Automobiles. W tym samym roku Jeep zaprezentował najmniejszy w swojej historii model w postaci miejskiego SUV-a Renegade, który opracowany został wspólnie z Fiatem i trafił do produkcji m.in. we włoskich zakładach w Melfi.
Okres przynależności Jeepa do koncernu FCA przyniósł dynamiczny wzrost sprzedaży w połowie drugiej dekady XXI wieku i wielokrotnie zwiększył znaczenie rynkowe dotąd niszowej firmy. W czasie gdy w 2013 roku roczna sprzedaż na rodzimym rynku amerykańskim wyniosła 490 tysięcy sztuk, to w 2014 wzrosła do 692 tysięcy, by w 2015 osiągnąć 865 tysięcy, a w 2018 zbliżyć się do wartości miliona z 973 tysiącami sprzedanych samochodów. Wielokrotnie wzrosło także znaczenie Jeepa w Europie, gdzie z poziomu 23 tysięcy sprzedanych samochodów w 2013 roku firma zwiększyła swój udział w rynku 3 lata później do 103 tysięcy sprzedanych pojazdów, w 2018 roku przekraczając z kolei próg 165 tysięcy samochodów. Zasługę we wzroście popularności i znaczenia marki Jeep przypisano zarządzającemu mu wówczas Mike’owi Manleyowi.

### Stellantis
Po tym jak w styczniu 2021 roku sfinalizowano fuzję koncernu Fiat Chrysler Automobiles z francuskim Groupe PSA, Jeep po raz czwarty w ciągu 20 lat zmienił właściciela. Odtąd amerykańska firma stała się jedną z 14 marek podlegających międzynarodowemu konglomeratowi Stellantis. Nowy właściciel już na początku działania koncernu zapowiedział obszerne plany wobec rozwoju oferty modelowej Jeepa, planując z końcem 2022 roku poszerzyć jego portfolio o dostępny także z napędem elektrycznym model Avenger plasujący się poniżej miejskiego Renegade'a. Za miejsce produkcji małego crossovera wykorzystującego francuską platformę z Opla Mokki i Peugeota 2008 wybrano zakłady produkcyjne w Tychach. W połowie września 2022 firma ogłosiła obszerną strategię modelową na pozostałe lata trzeciej dekady XXI wieku, oprócz modelu Avenger ogłaszając także plan rozpoczęcia produkcji kolejnych dwóch seryjnych elektrycznych Jeepów w postaci modeli Recon i Wagoneer S. Oba modele przyjęły globalną postać, z początkiem produkcji wyznaczonym na 2024 rok.

## Modele samochodów

### Obecnie produkowane

#### SUV-y
- Avenger
- Renegade
- Compass
- Commander
- Grand Cherokee
- Grand Cherokee L
- Wagoneer
- Grand Wagoneer

#### Terenowe
- Wrangler

#### Pickupy
- Gladiator

#### Samochody elektryczne
- Avenger BEV
- Recon
- Wagoneer S

### Historyczne
- M715 (1967–1969)
- Gladiator (1962–1971)
- Jeepster Commando (1966–1971)
- Commando (1971–1973)
- DJ (1963–1984)
- CJ (1963–1986)
- Scrambler (1981–1986)
- Pickup (1971–1988)
- Wagoneer (1962–1990)
- Comanche (1985–1992)
- Grand Wagoneer (1984–1994)
- Commander (2005–2010)
- Patriot (2006–2016)
- Grand Commander (2018–2022)
- Cherokee (1974–2023)

## Modele koncepcyjne
- Jeep Dakar (1997)
- Jeep Jeepster (1998)
- Jeep Commander (1999)
- Jeep Willys (2001)
- Jeep Willys 2 (2002)
- Jeep Compass (2002)
- Jeep Treo (2003)
- Jeep Rescue (2004)
- Jeep Liberator CRD (2004)
- Jeep Hurricane (2005)
- Jeep Gladiator (2005)
- Jeep Traihawk (2007)
- Jeep Renegade (2008)
- Jeep EV (2009)
- Jeep Survivor (2011)
- Jeep Mighty FC (2012)
- Jeep Staff Car (2015)
- Jeep Chief (2015)
- Jeep FC 150 (2016)
- Jeep Yuntu (2017)

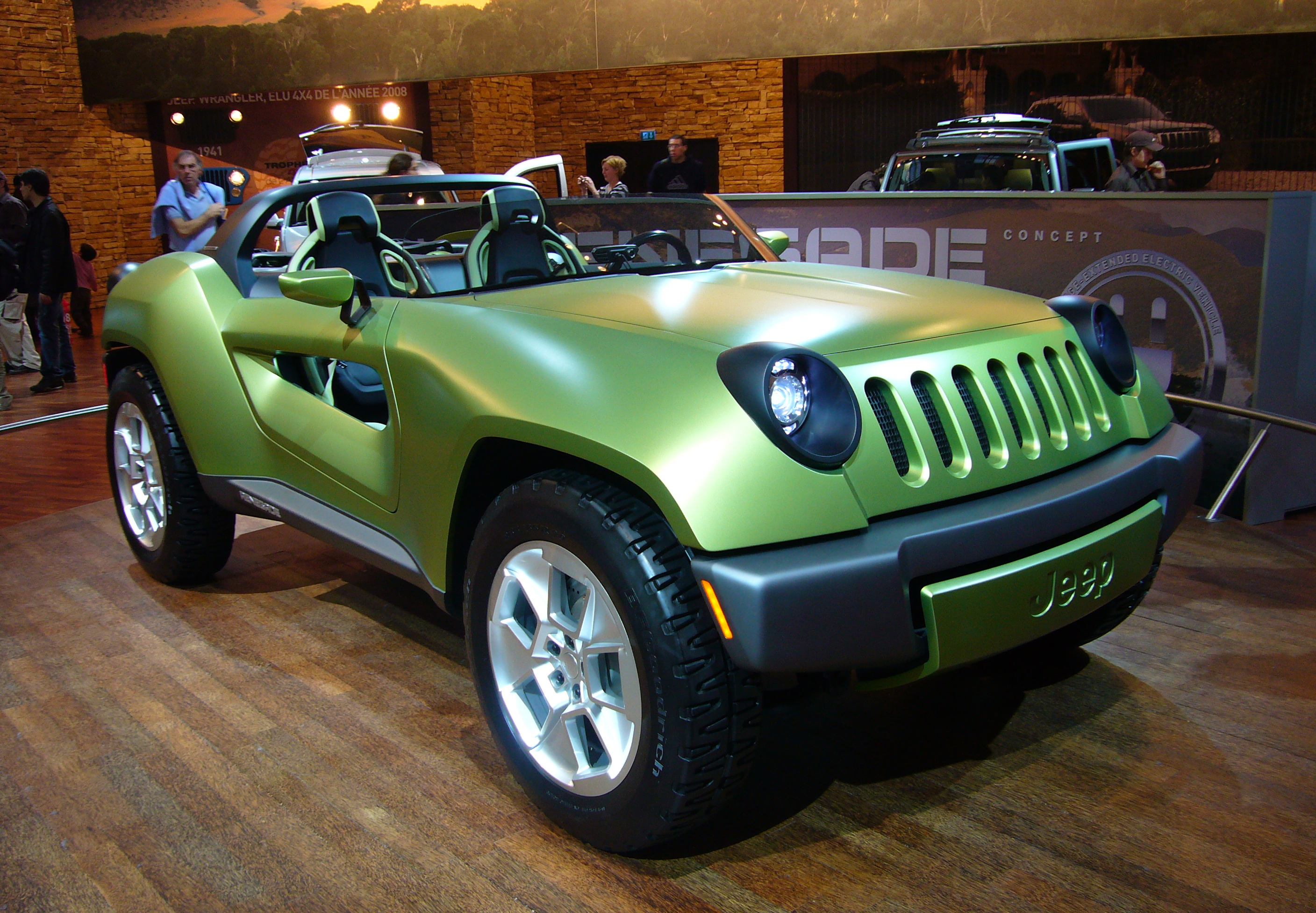
Jeep Commander Concept (2003)

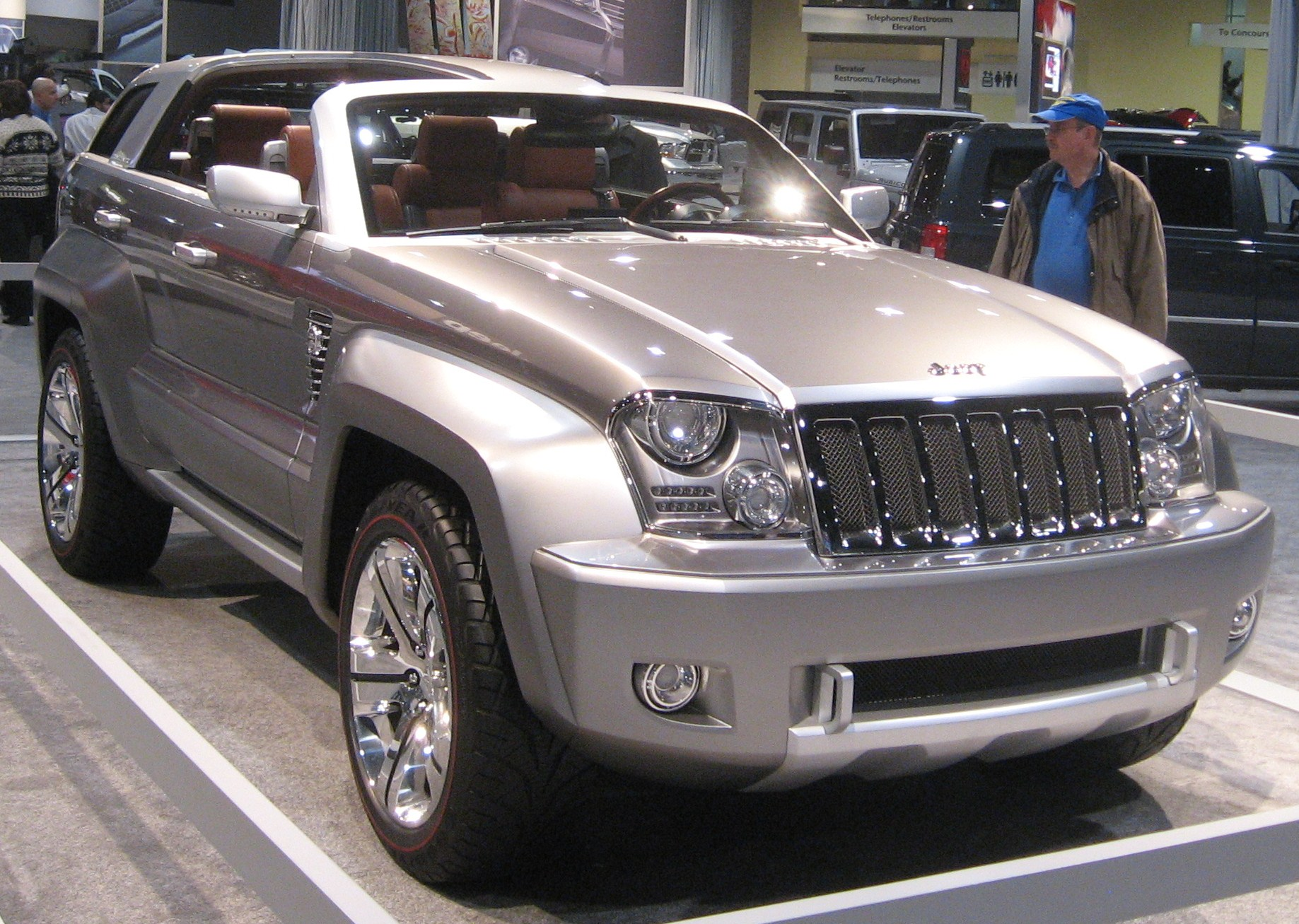
Jeep Trailhawk (2007)

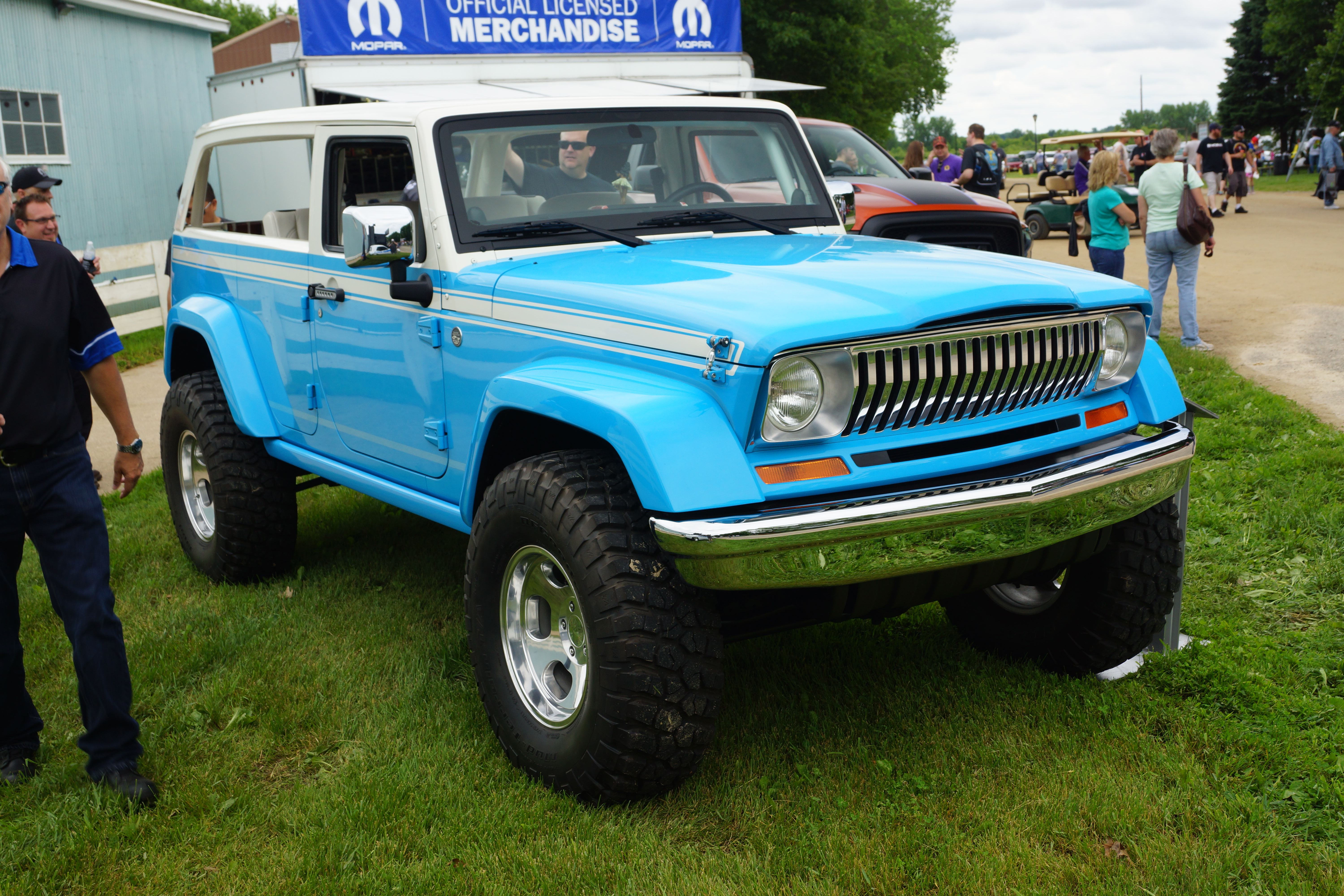
Jeep Chief (2015)

- Jeep Grand Wagoneer Concept (2020)
- Jeep Wrangler Magneto (2021)
- Jeep Wagoneer S Concept (2022)